# Канільяс-де-Альбайда
Канільяс-де-Альбайда (ісп. Canillas de Albaida) — муніципалітет в Іспанії, у складі автономної спільноти Андалусія, у провінції Малага. Населення — 924 особи (2010).
Муніципалітет розташований на відстані близько 400 км на південь від Мадрида, 41 км на схід від Малаги.

## Демографія
Динаміка населення (INE ):

## Галерея зображень

Розташування муніципалітету у провінції Малага
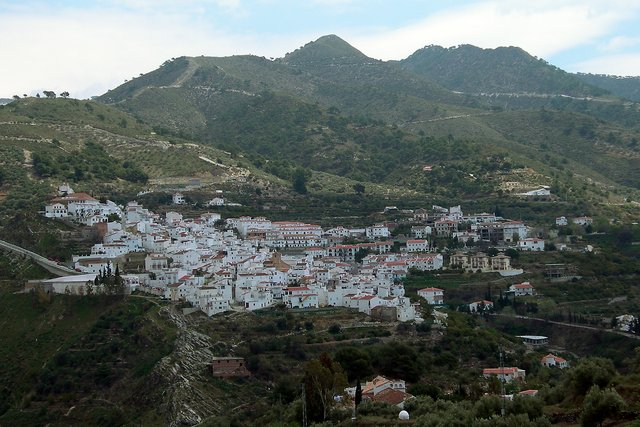
Канільяс
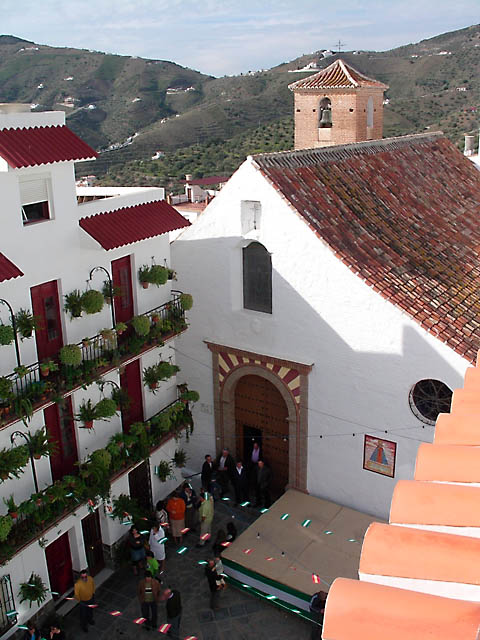
Церква
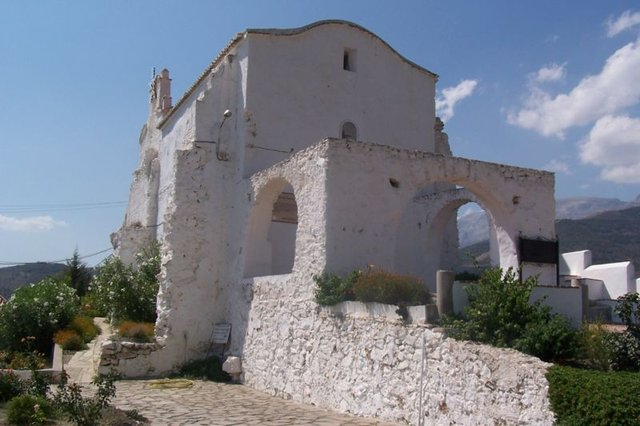
Каплиця Санта-Ана
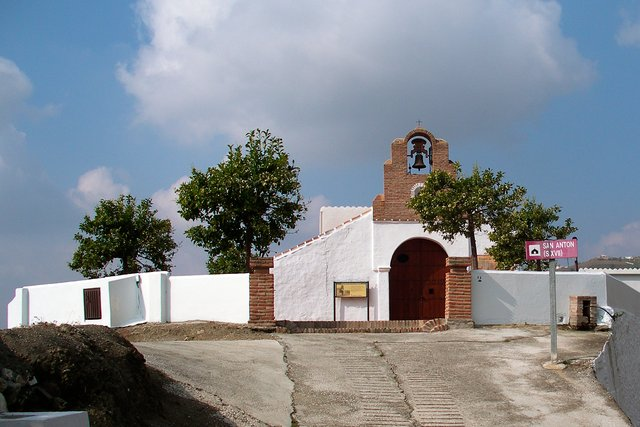
Каплиця Сан-Антон
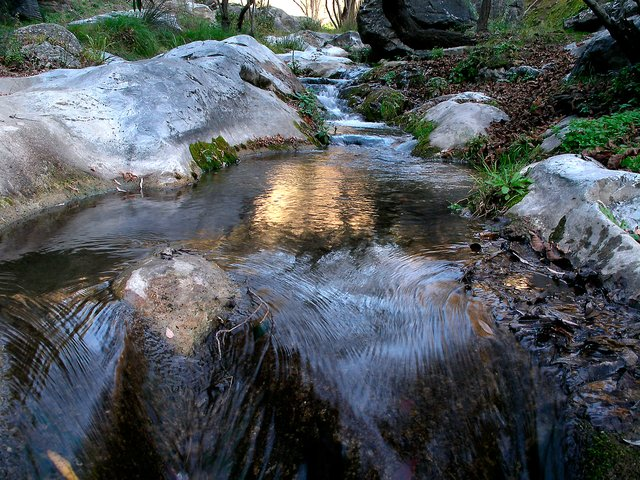
Річка Турвілья